# Dominique Brun
Dominique Brun –conocida como Dominique Maaoui-Brun– (7 de mayo de 1964) es una deportista francesa que compitió en judo. Ganó dos medallas en el Campeonato Mundial de Judo en los años 1986 y 1987, y cuatro medallas en el Campeonato Europeo de Judo entre los años 1986 y 1989.

## Palmarés internacional
| Campeonato Mundial | Campeonato Mundial        | Campeonato Mundial | Campeonato Mundial |
| Año                | Lugar                     | Medalla            | Categoría          |
| ------------------ | ------------------------- | ------------------ | ------------------ |
| 1986               | Maastricht (Países Bajos) | Medalla de oro     | –52 kg             |
| 1987               | Essen (RFA)               | Medalla de bronce  | –52 kg             |
| Campeonato Europeo |                           |                    |                    |
| Año                | Lugar                     | Medalla            | Categoría          |
| 1986               | Londres (Reino Unido)     | Medalla de oro     | –52 kg             |
| 1987               | París (Francia)           | Medalla de oro     | –52 kg             |
| 1988               | Pamplona (España)         | Medalla de bronce  | –52 kg             |
| 1989               | Helsinki (Finlandia)      | Medalla de plata   | –52 kg             |